# اجلاس متن باز

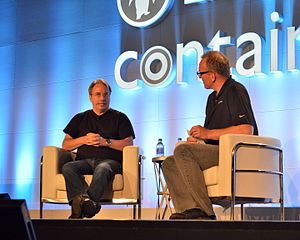
لینوس توروالدز در Linuxcon آمریکای شمالی 2016

نمایشگاه Open Source Summit (قبلاً با نام LinuxCon) نامی است برای یک سری از کنوانسیون‌های سالانه که هر سال از سال 2009 توسط بنیاد لینوکس برگزار می‌شود. اولین LinuxCon در امریکای شمالی برگزار شد. بنیاد لینوکس شروع به برگزاری رویدادهای مشابه در اروپا و ژاپن کرد. LinuxCon اصلی به نام LinuxCon امریکای شمالی تغییر نام داد و LinuxCon اروپا و LinuxCon ژاپن را به لیست اضافه کرد.
به جز سخنرانی‌های اصلی ارائه شده توسط برخی از افراد معروف لینوکس (مانند لینوس توروالدس یا گرگ کرواه-هارتمن در سال 2009)، Open Source Summit به عنوان یک پلتفرم برای رهبران فکری منبع باز، تأثیرگذاران، مدیران استخدام، حرفه‌ای‌ها و توسعه‌دهندگان در فناوری اطلاعات برای بحث درباره برنامه‌های خود برای منظر فناورانه و اعلان اخبار اصلی به کار می‌رود. به عنوان مثال، نوکیا در سال 2010 تأیید کرد که ارائه اولین دستگاه می‌گو (سیستم‌عامل) در همان سال خواهد بود، یا شرکت اوراکل در سال 2010 توضیح داد که پس از انحصار خریداری از سان مایکروسیستمز به کجا می‌روند. اوبر و لیفت همکاری نامعمولی را در پروژه‌های بنیاد محاسبات ابری اختصاصی را در Open Source Summit امریکای شمالی در سال 2017 اعلام کردند.

## تغییر نام تجاری به عنوان اجلاس منبع باز

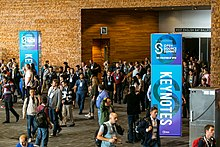
اجلاس منبع باز سران آمریکای شمالی 2018، که در ونکوور برگزار شد

در پایان رویداد LinuxCon امریکای شمالی در تورنتو، انتاریو، کانادا در سال 2016، اعلام شد که این رویداد با هدف نمایان‌تر شدن از مخاطبان عمومی‌تر منبع باز سازمان/رویداد، از سال 2017 به بعد تحت نام Open Source Summit در امریکای شمالی، اروپا و ژاپن برگزار خواهد شد.

## تاریخ
LinuxCon 2009

برگزار شده در تاریخ ۲۱ تا ۲۳ سپتامبر ۲۰۰۹ در پورتلند

. LinuxCon North America 2010

برگزار شده در تاریخ ۱۰ تا ۱۲ اوت ۲۰۱۰ در بوستون.

LinuxCon Brazil 2010

برگزار شده در تاریخ ۳۱ اوت تا ۱ سپتامبر ۲۰۱۰ در سائوپائولو.

LinuxCon Japan 2010

برگزار شده در تاریخ ۲۷ تا ۲۹ سپتامبر ۲۰۱۰ در توکیو. این اولین دوره تحت نام "LinuxCon Japan" بود اما واقعا دومین دوره با نام جدید "Japan Linux Symposium"
بود.
LinuxCon Japan 2011

برگزار شده در تاریخ ۱ تا ۳ ژوئن ۲۰۱۱ در یوکوهاما.

LinuxCon North America 2011

برگزار شده در تاریخ ۱۷ تا ۱۹ اوت ۲۰۱۱ در ونکوور، بریتیش کلمبیا.

LinuxCon Europe 2011

برگزار شده در تاریخ ۲۶ تا ۲۸ اکتبر ۲۰۱۱ در پراگ. این اولین دوره LinuxCon Europe بود.
LinuxCon Brazil 2011

برگزار شده در تاریخ ۱۷ تا ۱۸ نوامبر ۲۰۱۱ در سائوپائولو.

LinuxCon Japan 2012

برگزار شده در تاریخ ۶ تا ۸ ژوئن ۲۰۱۲ در یوکوهاما.

LinuxCon North America 2012

برگزار شده در تاریخ ۲۹ تا ۳۱ اوت ۲۰۱۲ در سن دیگو. این همچنین اولین دوره CloudOpen بود.

LinuxCon Europe 2013
برگزار شده در تاریخ ۲۱ تا ۲۳ اکتبر ۲۰۱۳ در ادینبورگ.
LinuxCon North America 2014
برگزار شده در تاریخ ۲۰ تا ۲۲ اوت ۲۰۱۴ در شیکاگو.
LinuxCon Europe 2014
برگزار شده در تاریخ ۱۳ تا ۱۵ اکتبر ۲۰۱۴ در دوسلدورف.
LinuxCon North America 2015
برگزار شده در تاریخ ۱۷ تا ۱۹ اوت ۲۰۱۵ در سیاتل.
LinuxCon Europe 2015
برگزار شده در تاریخ ۵ تا ۷ اکتبر ۲۰۱۵ در دوبلین.
LinuxCon North America 2016
برگزار شده در تاریخ ۲۲ تا ۲۴ اوت ۲۰۱۶ در تورنتو، انتاریو.
LinuxCon Europe 2016
برگزار شده در تاریخ ۴ تا ۶ اکتبر ۲۰۱۶ در برلین.
Open Source Summit North America 2017
برگزار شده در تاریخ ۱۱ تا ۱۴ سپتامبر ۲۰۱۷ در لس‌آنجلس.
Open Source Summit Europe 2017
برگزار شده در تاریخ ۲۳ تا ۲۶ اکتبر ۲۰۱۷ در پراگ.
Open Source Summit Japan 2018
برگزار شده در تاریخ ۲۰ تا ۲۲ ژوئن ۲۰۱۸ در توکیو.
Open Source Summit North America 2018
برگزار شده در تاریخ ۲۹ تا ۳۱ اوت ۲۰۱۸ در ونکوور، بریتیش کلمبیا.
Open Source Summit Europe 2018
برگزار شده در تاریخ ۲۲ تا ۲۴ اکتبر ۲۰۱۸ در ادینبورگ.
Open Source Summit Europe 2019
برگزار شده در تاریخ ۲۸ تا ۳۰ اکتبر ۲۰۱۹ در لیون.
Open Source Summit Europe 2022
برگزار شده در تاریخ ۱۳ تا ۱۶ سپتامبر ۲۰۲۲ در دوبلین.
Open Source Summit North America 2023
برگزار شده در تاریخ ۱۰ تا ۱۲ مه ۲۰۲۳ در ونکوور.